# 루카스 멘데스
루카스 미셰우 멘데스(Lucas Michel Mendes, 1990년 7월 3일, 파라나 주 쿠리치바 ~ )는 흔히 루카스 멘데스(Lucas Mendes)로 알려진 브라질 출신 카타르 귀화 축구 선수로 현재 카타르 스타스 리그의 알와크라 SC에서 뛰고 있으며 주요 포지션인 레프트 백은 물론 센터백으로도 소화가 가능하다.

## 클럽 경력
4년동안 코리치바 FC에서 활약한 그는 2012년 8월 29일에 올랭피크 드 마르세유로 비공개 이적료로 이적하였다.